# 8732 Champion
8732 Champion (1996 XR25) là một tiểu hành tinh vành đai chính được phát hiện ngày 8 tháng 12 năm 1996 bởi T. Seki ở Geisei.